# Aulus Petronius Lurco
Aulus Petronius Lurco (* wohl vor 15; † nach 58) war ein Politiker der römischen Kaiserzeit und Suffektkonsul des Jahres 58 n. Chr.
Von Aulus Petronius Lurco ist fast nichts bekannt, außer dass er im Jahr 58 in den Monaten Juli bis Dezember zusammen mit Aulus Paconius Sabinus als nachgerückter Konsul amtierte. Der Beiname Lurco bedeutet so viel wie „Schlemmer“ oder „Wüstling“.
Der Name erscheint dreigliedrig in den Arvalakten und als A. Petronius auf einer in Pompeji gefundenen Wachstafel.
Denkbar ist, dass Aulus Petronius Lurco mit M. Petronius Lurco verwandt ist, der im Jahr 46 n. Chr. unter den curatores tabulariorum publicorum nach dem Vorsitzenden Gaius Calpetanus Rantius Sedatus und noch vor Titus Satrius Decianus an zweiter Stelle genannt wird. Da es sich bei dem durch den Anonymus Einsidlensis fehlerhaft überlieferten Buchstaben des Praenomens („Metronius“) offensichtlich um einen Schreibfehler handelt, besteht auch die Möglichkeit, dass die beiden Petronii Lurci miteinander identifiziert werden können.